# Miss Brasil 2006
Miss Brasil 2006 foi a 52ª edição do tradicional concurso de beleza feminino de Miss Brasil, válido para a disputa de Miss Universo 2006. Esta edição foi realizada no dia oito de abril no espaço de eventos "Claro Hall" no estado do Rio de Janeiro. A catarinense eleita Miss Brasil 2005, Carina Beduschi coroou Rafaela Zanella do Rio Grande do Sul ao fim da competição. O concurso foi transmitido pela Band, sob a apresentação da Miss Brasil 1997 Nayla Micherif e do jornalista Nivaldo Prieto. O evento contou ainda com a cantora Simone como atração musical e a presença ilustre da Miss Universo 2005, a russa cidadã canadense Natalie Glebova.

## Resultados

### Colocações
| Posição                 | Estado e Candidata |
| ----------------------- | --- |
| Vencedora               | - Rio Grande do Sul - Rafaela Zanella |
| 2º. Lugar               | - Acre - Maria Cláudia Barreto |
| 3º. Lugar               | - Santa Catarina - Beatriz Back |
| 4º. Lugar               | - Mato Grosso do Sul - Rhaíssa Siviero |
| 5º. Lugar               | - Bahia - Juliana Pina |
| (TOP 10) Semifinalistas | - Distrito Federa - Ana Cláudia Pimenta - Minas Gerais - Marcela Duarte - Mato Grosso - Vanessa Jesus - Pernambuco - Rayana Carvalho - Tocantins - Camila Christie |

### Prêmios especiais
A candidata mais votada pelo site do concurso garantiu vaga no Top 10:
| Prêmio              | Estado e Candidata                      |
| ------------------- | --------------------------------------- |
| Miss Simpatia       | - Amapá - Patrícia Trindade             |
| Miss Voto Popular   | - Distrito Federa - Ana Cláudia Pimenta |
| Melhor Traje Típico | - Ceará - Carla Medeiros                |

### Ordem dos anúncios
| 1. Distrito Federal 2. Tocantins 3. Minas Gerais 4. Mato Grosso 5. Pernambuco 6. Mato Grosso do Sul 7. Bahia 8. Acre 9. Santa Catarina 10. Rio Grande do Sul | 1. Bahia 2. Rio Grande do Sul 3. Mato Grosso do Sul 4. Acre 5. Santa Catarina |  |  |

## Resposta Final
Questionada pela pergunta final sobre o que ela pretende fazer como Miss Brasil, a vencedora respondeu:
| “ | Boa Noite a todos, primeiramente eu acredito que uma miss tenha que exercer um trabalho voluntário. Eu faço trabalho voluntário há 4 anos, eu acho que é isso que está faltando um pouco mais, não só nas misses mas em todas as pessoas, esse lado solidário de ajudar aos outros. Eu pretendo exercer esse trabalho e com maior amplitude agora, se Deus quiser, como Miss Brasil. | ” |

## Jurados
Ajudaram a eleger a campeã:
1. Mário Frias, ator;
2. Terezinha Sodré, atriz;
3. Otávio Mesquita, apresentador;
4. Márcia Gabrielle, Miss Brasil 1985;
5. Mariana Weickert, modelo e apresentadora;
6. Gustavo Vicenzotto, diretor da Mega Models;
7. Luís Maluf, diretor de marketing da revista Caras;
8. André Bragantini, diretor da Colgate-Palmolive;
9. Adriana Alves de Oliveira, Miss Brasil 1981;
10. Fernando Pires, designer de calçados;
11. Wanderley Nunes, hair stylist;
12. Dudu Bertholini, estilista;
13. Emílio Santiago, cantor;

## Candidatas
Disputaram o título este ano:
| - Acre - Maria Cláudia Barreto de Oliveira - Alagoas - Tatiane Maria Bezerra Correia Terêncio - Amapá - Patrícia Trindade Tavares - Amazonas - Thaysa de Souza Neves - Bahia - Juliana Pina Mendonça - Ceará - Carla Medeiros Rocha - Distrito Federal - Ana Cláudia Sandoval Pimenta - Espírito Santo - Lívia Barraque Barbosa - Goiás - Sileimã Alves Pinheiro - Maranhão - Aislanny Silva de Medeiros - Mato Grosso - Vanessa Regina de Jesus - Mato Grosso do Sul - Rhaíssa Espindola Siviero Olmedo - Minas Gerais - Marcela de Almeida Carvalho Duarte - Pará - Nahdia Lopes Rocha | - Paraíba - Sarah Azevedo Rodrigues - Paraná - Daiane Hermelinda Carvalho Zanchet - Pernambuco - Rayanna Carvalho de Magalhães - Piauí - Priscila Karinne da Silva Rocha - Rio de Janeiro - Roberta Cesar Manhães Duarte - Rio Grande do Norte - Jeisa Karina de Araújo - Rio Grande do Sul - Rafaela Koehler Zanella - Rondônia - Suzana Freire Cavalcante Gomes - Roraima - Érika Vasconcelos Magalhães - Santa Catarina - Beatriz Back Neves - São Paulo - Nicole Bernardes Cardoso - Sergipe - Aisley Karoline Araújo de Souza - Tocantins - Camilla Christie Ribeiro Oliveira |

## Repercussão

### Audiência
As mudanças no concurso em relação ao ano anterior, como troca do dia de realização e transmissão (de uma quinta-feira para um sábado) e de local (dos apertados salões do Copacabana Palace para o Claro Hall) foram benéficas para a Band. A exibição do Miss Brasil 2006 nesse dia do fim-de-semana proporcionou um crescimento de audiência para a rede paulista no seu pico de audiência (de 8 em 2005 para 9 em 2006), o que colocou a emissora em segundo lugar na medição do Ibope realizada na grande São Paulo (principal centro de decisões do mercado publicitário do país).